# Place du Venezuela
La place du Venezuela est une place du 16e arrondissement de Paris. 

## Situation et accès
Elle est située au croisement de la rue Léonard-de-Vinci et de la rue Leroux.

## Origine du nom
Elle tient son nom du Venezuela, en raison de la proximité de l'ambassade de ce pays et d'un accord entre Caracas et Paris d'avoir une place du Venezuela à Paris et une place de France (Plaza Francia) à Caracas.

## Historique
La place est créée et prend sa dénomination actuelle par un arrêté du 5 mars 1976.  

## Bâtiments remarquables et lieux de mémoire
Un exemplaire de Physichromie double face, œuvre de l'artiste vénézuélien Carlos Cruz-Díez, est installé sur la place depuis lors.